# Tacks Neuer
John Stein Neuer, dit Tacks Neuer, né le 8 juin 1877 et mort le 14 janvier 1966, est un joueur de baseball américain. Il a été lanceur dans les ligues majeures de baseball pour les Highlanders de New York en 1907. En sept matches, il est crédité de quatre victoires contre deux défaites avec une moyenne de points mérités de 2,17 et 22 retraits sur des prises.
Vétéran de la guerre hispano-américaine, Tacks Neuer a travaillé comme cheminot avant de se lancer dans le baseball professionnel. Il joue dans plusieurs clubs de ligue mineure en 1905 et 1907 avant de faire ses débuts dans les ligues majeures pour les Highlanders. Au sein du club new-yorkais, il réussit trois blanchissages en seulement sept matches. Cependant, son jeu se dégrade après la saison 1907, et il est rétrogradé les trois années suivantes dans les ligues mineures. Il prend sa retraite sportive en 1910 et devient arbitre. Il travaille pour Bendix Aviation jusqu'à sa retraite en 1942.